# Bergvar
Bergvar (Zeugopterus punctatus) är en plattfisk i familjen piggvarar. Den kallas också bergvarv, luddvarv och luden varv.

## Utseende
Bergvaren har en oval kropp med sammanvuxna buk- och analfenor. Den är brun på ögonsidan (vänstersidan) med glesa, mörka fläckar, samt vit på blindsidan. Färgen på ögonsidan kan dock variera med underlaget. Fjällen är små; på ögonsidan har de trådsmala utskott, som gör att huden känns luden.
Längden når upp till 25 cm, och vikten till 0,7 kg.

## Vanor
Arten lever i algbältet på blandbottnar (sand och sten) ner till ett djup av 50 m. Genom att böja kroppen kan bergvaren använda blindsidan som sugskiva och fästa sig vid stenar för att inte spolas bort av vågorna på grunt vatten. Födan består av kräftdjur och småfisk.

### Fortplantning
Bergvaren leker under våren och försommaren vid bottnen på 20 till 30 meters djup. Honan lägger där små, 1 mm stora ägg. Dessa är pelagiska liksom ynglen tills dessa blir 2,5 till 3 cm långa.

## Utbredning
Utbredningsområdet omfattar Nordatlanten från Newfoundland i Kanada över Brittiska öarna till mellersta Norge (Trondheim) och söderut till Biscayabukten. Den går in i Skagerack, Kattegatt och mera sällan i Öresund. Arten fortplantar sig i Sverige.

## Ekonomisk betydelse
Bergvaren saknar någon ekonomisk betydelse, arten fiskas inte. Köttet uppges dock vara välsmakande.